# Крайчиково (Омская область)
Крайчиково — село в Колосовском районе Омской области. Административный центр Крайчиковского сельского поселения.

## История
Основано в 1800 году. В 1928 году село состояло из 213 хозяйств, основное население — русские. Центр Крайчиковского сельсовета Нижне-Колосовского района Тарского округа Сибирского края.

## Население
| 1926 | 2010 |
| ---- | ---- |
| 1090 | ↘572 |

## Достопримечательности
10 августа 2003 года на окраине села был установлен памятный знак, обозначающий географический центр Омской области (географические координаты центра: 56°2′N, 73°20′E). 